# خوزه آنخل روجو
خوزه آنخل روجو (انگلیسی: José Ángel Rojo؛ زادهٔ ۱۹ مارس ۱۹۴۸) بازیکن فوتبال اهل اسپانیا است.
از باشگاه‌هایی که در آن بازی کرده‌است می‌توان به باشگاه فوتبال اتلتیک بیلبائو، باشگاه فوتبال راسینگ سانتاندر، و باشگاه فوتبال اتلتیک بیلبائو بی اشاره کرد.
وی همچنین در تیم‌های ملی فوتبال اسپانیا و باسک بازی کرده‌است.